# Орлічко
Орлічко (пол. Orliczko) — село в Польщі, у гміні Пневи Шамотульського повіту Великопольського воєводства.
Населення — 147 осіб (2011).
У 1975-1998 роках село належало до Познанського воєводства.

## Демографія
Демографічна структура станом на 31 березня 2011 року:
|          | Загалом | Допрацездатний вік | Працездатний вік | Постпрацездатний вік |
| -------- | ------- | ------------------ | ---------------- | -------------------- |
| Чоловіки | 73      | 17                 | 53               | 3                    |
| Жінки    | 74      | 12                 | 47               | 15                   |
| Разом    | 147     | 29                 | 100              | 18                   |